# Ошун
Ошу́н (йоруба Ọṣun, англ. Oshun, исп. Ochún, IPA: [ɔ'ʃun]) — в мифологии йоруба богиня любви и пресноводных водоёмов, жена Шанго.

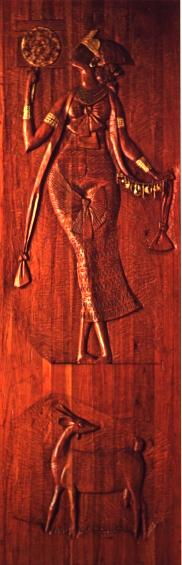
Ошун

Ошун — божество реки Ошун. Она — самая популярная из женских ориша. Культ Ошун распространен и за пределами Нигерии — в кандомбле и прочих Афро-Американских религиях Бразилии, Кубы, Гаити и других Карибских островов.
Женщины обращаются к ней в поисках любви, а мужчины — богатства. В человеке управляет пищеварением и половыми органами. Её день — суббота, а цвета — белый и золотой. Ошун отличается добрым нравом, но может проявлять и склонность к разрушению. У неё есть муж, бог грома и молнии, который покорил богиню своим танцем и у которого она является любимой женой. Йемайя — её морская сестра.
На берегах реки Ошун находится священный лес Ошун, Осун-Осогбо, занесенный в Список объектов Всемирного наследия ЮНЕСКО в Нигерии. Лес является местом паломничества и главным сакральным объектом для йоруба, в том числе и для представителей африканской диаспоры. В настоящее время проводимый в августе «Фестиваль Осун-Осогбо», кроме этнических йоруба, посещается многочисленными туристами.